# Centeterus linearis
Centeterus linearis är en stekelart som först beskrevs av Léon Abel Provancher 1886.  Centeterus linearis ingår i släktet Centeterus och familjen brokparasitsteklar. Inga underarter finns listade.